# Domanice (gmina)
Pour les articles homonymes, voir Domanice.
Domanice est une gmina rurale (gmina wiejska) de la powiat de Siedlce, dans la Voïvodie de Mazovie, dans le centre-est de la Pologne.
Son siège administratif (chef-lieu) est le village de Domanice, qui se situe environ 16 kilomètres au sud-ouest de Siedlce (siège de la powiat) et 83 kilomètres à l'est de Varsovie (capitale de la Pologne).
La gmina couvre une superficie de 46,87 km2 pour une population de 2 642 habitants en 2016.

## Histoire
De 1975 à 1998, la gmina est attachée administrativement à la voïvodie de Siedlce.

Depuis 1999, elle fait partie de la voïvodie de Mazovie.

## Géographie
La gmina inclut les villages et localités de :

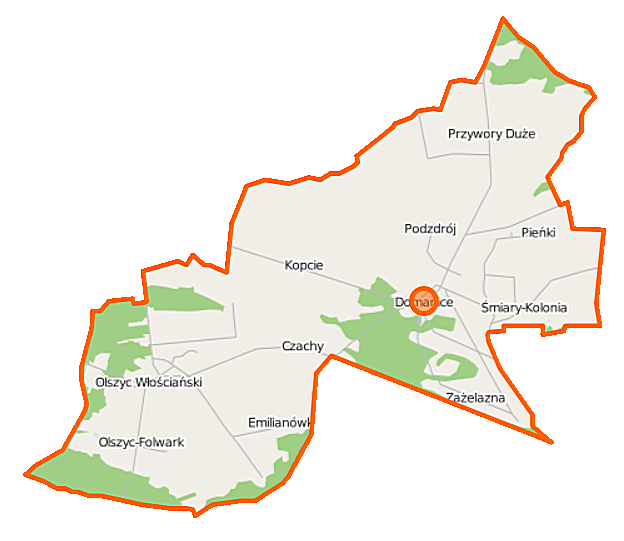
Plan de la gmina

- Czachy
- Domanice
- Domanice-Kolonia
- Emilianówka
- Kopcie
- Olszyc Szlachecki
- Olszyc Włościański
- Olszyc-Folwark
- Pieńki
- Podzdrój
- Przywory Duże
- Przywory Małe
- Śmiary-Kolonia
- Zażelazna

### Gminy voisines
La gmina de Domanice est voisine des gminy suivantes :
- Łuków
- Skórzec
- Stoczek Łukowski
- Wiśniew
- Wodynie

## Structure du terrain
D'après les données de 2002, la superficie de la commune de Domanice est de 46,87 km2, répartis comme telle :
- terres agricoles : 77%
- forêts : 16%

La commune représente 2,92% de la superficie du powiat.

## Démographie
Données du 30 juin 2004 :
| Description        | Total  | Total | Femmes | Femmes | Hommes | Hommes |
| ------------------ | ------ | ----- | ------ | ------ | ------ | ------ |
| Unité              | Nombre | %     | Nombre | %      | Nombre | %      |
| Population         | 2 721  | 100   | 1 355  | 49,8   | 1 366  | 50,2   |
| Densité (hab./km²) | 58,1   | 58,1  | 28,9   | 28,9   | 29,1   | 29,1   |